# Putna (okręg Caraș-Severin)
Putna – wieś w Rumunii, w okręgu Caraș-Severin, w gminie Prigor. W 2011 roku liczyła 183 mieszkańców. 